# 卡嘎镇 (谢通门县)
卡嘎镇（藏語：ཆབ་ཁ་），是中华人民共和国西藏自治区日喀则市谢通门县下辖的一个乡镇级行政单位。

## 行政区划
卡嘎镇下辖以下地区：
卡嘎村、曲奴村、查仓村、陈则村、库热孜村、强布村、吉定村和夏角村。